# Lot von Orkney
Lot von Orkney, auch Loth, ist eine Sagengestalt der Artusromane, er wird besonders als Vater Gawains, des Ritters der Tafelrunde, genannt.

## Frühe Erzählungen
Die Familie Lots ist in den Überlieferungen verschieden zusammengesetzt. Lot wird in den Erzählungen abwechselnd als König der Orkneys, von Lothian und von Norwegen bezeichnet. Er ist entweder der Gatte von Morgause, einer Halbschwester mütterlicherseits von Artus oder von Anna, der Schwester von Artus. Seine Söhne sind Gawain, Gareth, Gaheris und Agravain, ein weiterer Sohn, Gwalchavad, wird nur in einem neuzeitlichen Gralszyklus von Stephen Lawhead  erwähnt. Lots Ziehsohn soll Mordred sein, ein Sohn von Artus und Morgause, der von Lot adoptiert und aufgezogen wird. In einer anderen Version ist Mordred der Sohn Lots und seiner Frau Morgause.
Geoffrey of Monmouth nennt in der Historia Regum Britanniae („Geschichte der britannischen Könige“) Loth König von Lothian, Artus’ Schwager und Kampfgefährten. Die Namen Loth und Lothian führt er auf die latinisierte Form Lodonesia zurück, was der damals üblichen Namensangleichung von Herrscher und Herrschaftsgebiet entsprach. Loth wird bereits als treuer Gefolgsmann von Artus’ Vater Uther Pendragon genannt. Hier ist Anna die Gattin Loths und Mutter von Gawain und Mordred. Als Neffe des norwegischen Königs Sichelm erobert er nach dessen Tod dieses Land als sein Erbe gegen den Usurpator Riculf.

## Matière de bretagne
In den Romanen der Matière de Bretagne wird Lot meist nur als Vater von Gawain erwähnt, so bei Chrétien de Troyes. Im Vulgata- und Post-Vulgata-Zyklus, beispielsweise in Thomas Malorys Werk Le Morte d'Arthur hat er mit Morgause die fünf Söhne Gawain, Agravain, Gaheris, Gareth und Mordred, als dessen natürlicher Vater auch hier Artus genannt ist. Zuerst Artus’ Gegner, später sein Verbündeter, hilft er ihm gegen die Sachsen in Britannien.